# Плитък гроб
„Плитък гроб“ (на английски: Плитък гроб) е британски филм от 1994 година, криминален трилър на режисьора Дани Бойл по сценарий на Джон Ходж.
В центъра на сюжета са трима живеещи заедно приятели в Единбург, които приемат нов съквартирант, но го намират мъртъв с куфар пари, след което се опитват да прикрият смъртта му и да задържат за себе си парите, търсени от наркотрафиканти и полицията. Главните роли се изпълняват от Кери Фокс, Кристофър Екълстън, Юън Макгрегър.
„Плитък гроб“ е дебютният филм за Бойл, Ходж, Макгрегър и продуцента Андрю Макдоналд. Той печели наградата на БАФТА за най-добър британски филм.